# Vierte Flandernschlacht
Als Vierte Flandernschlacht wird die am 7. April 1918 beginnende vierte Schlacht um Ypern an der Westfront im Ersten Weltkrieg bezeichnet. Sie dauerte bis zum 29. April. Im deutschen Sprachraum wird die Auseinandersetzung zu den vier Flandernschlachten gezählt und auch als Schlacht bei Armentieres bezeichnet. In Frankreich bezeichnet man sie als la quatrième bataille d'Ypres oder la bataille d' Estaires, überwiegend aber als la bataille de la Lys (benannt nach dem Flüsschen Lys (dt. Leie)). Im englischen Sprachraum spricht man von der Battle of the Lys (1918).

## Vorgeschichte

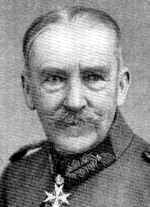
Ferdinand von Quast (AOK 6)

Für das Frühjahr 1918 plante die deutsche Führung unter General Erich Ludendorff an der Westfront eine weitere Offensive zur Einnahme von Ypern. Für die deutsche 4. Armee stellte sich die dafür nötige Überquerung der stellenweise bis zu 12 Meter breiten und überfluteten Yser-Abschnitte im Raum nördlich von Ypern jedoch als großes Problem dar. Von den an der Westfront eingesetzten insgesamt 58 britischen Divisionen hatten bereits 46 an der Abwehr der deutschen Offensive an der Somme und im südlichen Artois teilgenommen. Die britischen Divisionen, die nördlich des La Bassée-Kanals standen, waren ebenfalls abgekämpft. Zwischen Bethune und Poperinge standen nur etwa vier Divisionen als Reserve bereit. Am 18. März 1918 begann die deutsche Artillerie um 03:45 Uhr einen Beschuss der alliierten Stellungen mit Gasgranaten. Dies diente in erster Linie als Täuschungsmanöver, um von der am 21. März anlaufenden Frühjahrsoffensive zwischen La Fere–St. Quentin–Arras abzulenken. Nach dem Festlaufen der Operation Michael Anfang April führte man das ursprünglich „Georg“ genannte Unternehmen in reduziertem Umfang durch. Der Deckname war „Georgette“.

## Verlauf

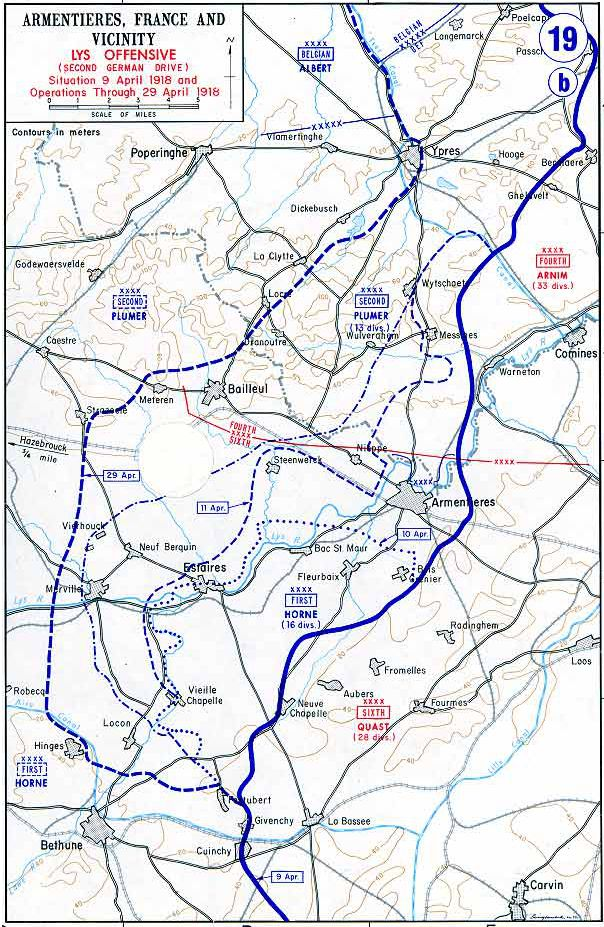
Kampfraum beiderseits Armentieres an der Lys

### Schlacht bei Armentieres

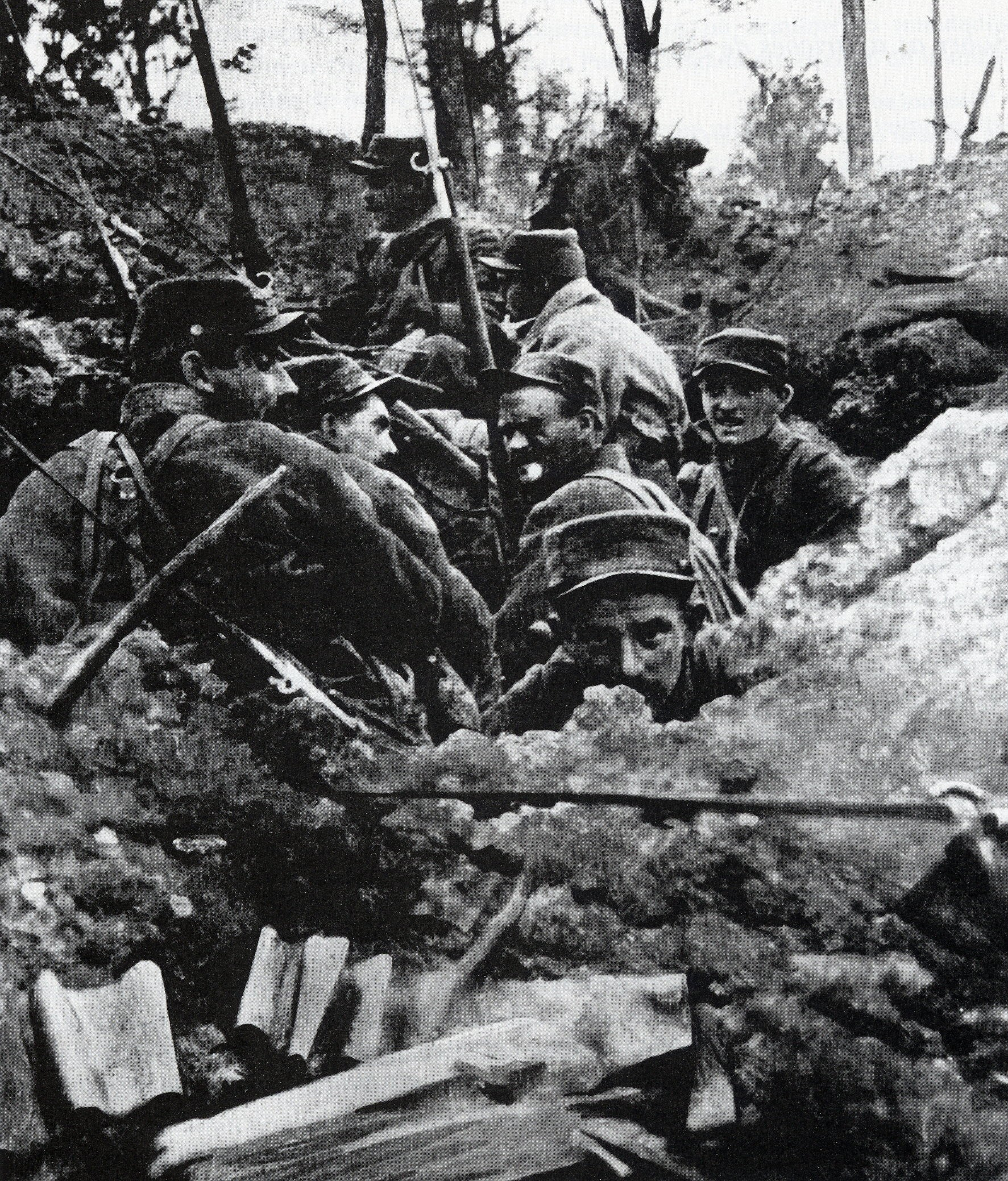
Portugiesische Soldaten an der Lys

Am 9. April begann die 6. Armee unter General Ferdinand von Quast aus dem Raum zwischen Armentières und Festubert den „Georgette-Angriff“. Der Infanterieangriff begann nach einer starken Artillerievorbereitung und nach Gasbeschuss. Bei der Offensive, die aus dem Raum westlich von Lille nach Westen vorgetragen wurde, waren vier Korpskommandos mit 15 Divisionen angesetzt:
- Im rechten Angriffsfeld lag das II. Bayerisches Korps mit der 32. und 38. Division sowie der 10. Ersatz-Division
- Im Zentrum stand das XIX. Armee-Korps mit der 35. und 42. Division im ersten und der 11. und 81. Reserve-Division im zweiten Treffen. Links davon wurde das Generalkommando 55 unter General von Bernhardi mit der 1. und 8. Bayerischen Reserve-Division angesetzt. Dahinter im zweiten Treffen die 8. und 16. Division.
- Im südlichen Abschnitt war das IV. Armee-Korps aufmarschiert, links deckte die 4. Ersatz-Division gegen Festubert. Die 18. und 43. Reserve-Division trugen nördlich davon den Angriff, dahinter war als Reserve die 44. Reserve-Division nachgeführt. Der südliche Flügel der 6. Armee, das XXXX. Reserve-Korps verblieb während der Schlacht im Raum von La Bassée defensiv.

Der Angriff der 6. Armee richtete sich gegen die Stellungen der britischen 1. Armee unter General Henry Horne. Die Front zwischen dem La Bassée-Kanal und Armentières wurde von sechs Divisionen des XI. Corps unter General Richard Haking gehalten, zwei portugiesische verteidigten den Abschnitt östlich Laventie. Nach Norden zwischen Armentières und Hollebeke folgte das XV. Corps (General Du Cane) der 2. Armee, drei Divisionen des britischen IX. Corps (Hamilton-Gordon) verteidigten den nach Osten vorspringenden Ypern-Bogen und hielten nordwestlich von Langemark Anschluss an das belgische Heer.
Die rechte Flügeldivision der Gruppe Stetten (Gen Kdo. II. Bayerisches Korps) konnte im Flankenstoß nach rechts den Wald von Grenier nehmen, in Fleurbaix eindringen und bei Bac St. Maur den Zutritt zur Lys erstreiten. Dieses Gebiet konnten andere Einheiten dann als Ausgangsbasis für die Überschreitung des Flusses nutzen, während Teile der Gruppe Stetten bei Pont Mortier mit dem Gegner in schwerem Kampf standen. Die Linien der portugiesischen 2. Division unter General Gomes da Costa zwischen La Bassee und Le Maisnil wurden vom deutschen XIX. Armeekorps durchbrochen. Bevor ihnen britische Einheiten zu Hilfe kommen konnten, hatten die Portugiesen fast 7500 Mann verloren (Verletzung, Tod oder Kriegsgefangenschaft zusammengenommen). (Portugal mobilisierte im Ersten Weltkrieg zeitweise 56.500 Soldaten für die Front in Frankreich, siehe Portugiesisches Expeditionskorps)

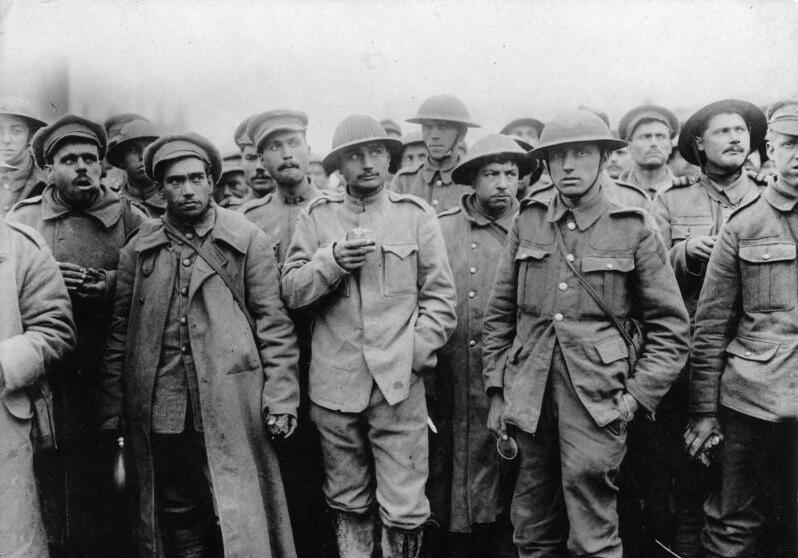
Portugiesische und britische Kriegsgefangene

Die „Gruppe Kraewel“ (Gen. Kdo. IV. A.K.) übersprang die Lys nordöstlich von Sailly, steckte dann aber östlich der Lys-Lawe-Linie bis südlich Estaires, ihr linker Flügel hing über den Nordrand von Festubert auf Givenchy zurück, das nicht genommen werden konnte. Die Deutschen nahmen aber Neuve-Chapelle ein, erweiterten ihren Durchbruch nach Norden und Süden und zwangen die Briten zum Rückzug. Dem Generalkommando 55 gelang zusammen mit der Gruppe Carlowitz (Gen. Kdo. XIX. A.K.) die Einnahme von Estaires. Die „Gruppe Stetten“ konnte währenddessen einen weiteren Frontvorsprung um den Ostrand von Armentières nach Houplines schlagen, was am Nachmittag des 12. April zur Einnahme der Stadt führte. Armentières fiel in die Hände der 38. Division des II. Bayerischen Korps. Der erfolgreiche Ausgang der Schlacht von Armentières glich in wenigen Tagen den Geländeverlust in Flandern 1917 mehr als aus und schuf eine potentielle Grundlage für weiteres Vorgehen. Um den Angriff auf Richtung Robecq weitertragen zu können, wurde das Generalkommando IX. Reserve-Korps südlich der Lys zwischen Merville und Riez du Vinage als rechter Nachbar des IV. Armee-Korps zusätzlich mit der 239. und 240. Infanterie-Division in die Front des AOK 6 eingeschoben.

### Angriff der 4. Armee bei Messines
Am 10. April begann weiter nördlich anschließend auch die Offensive der deutschen 4. Armee unter Friedrich Sixt von Armin nördlich der Lys zwischen Armentières und Hollebeke gegen die britische 2. Armee unter Herbert Plumer. Die 4. Armee hatte mit dem linken Flügel in der Richtung auf Nieppe und Steenwerck anzugreifen. Angesetzt waren zwei weitere Generalkommandos mit 6 Divisionen, welche die Kampffront nach Norden erweiterten:
- XVIII. Reserve-Korps mit der 7. Division, sowie der 17. und 49. Reserve-Division
- X. Reserve-Korps mit der 31. und 214. Infanterie-Division, sowie der 36. Reserve-Division.

Dieser nach Norden erweiterte Angriff traf den Abschnitt des britischen IX. Corps unter General Hamilton-Gordon und kam zügig voran, den Deutschen gelang bereits am ersten Tag die Einnahme von Messines (Mesen). Am 11. April richtete Feldmarschall Haig folgenden Tagesbefehl an seine Truppen:

“There is no other course open to us but to fight it out! Every position must be held to the last man: there must be no retirement. With our backs to the wall and believing in the justice of our cause, each one of us must fight on to the end.”

„Uns steht kein anderer Weg offen, als es auszufechten! Jede Position muss bis zum letzten Mann gehalten werden: Es darf keinen Rückzug geben. Mit dem Rücken an der Wand und dem Glauben an die Rechtmäßigkeit unserer Sache muss jeder von uns weiterkämpfen bis zum Ende.“

An der Naht zwischen der 4. und 6. Armee wurde zusätzlich das III. Bayerische Korps und das Garde-Reserve-Korps mit 7 weiteren Divisionen in die Schlacht eingeführt. Am 12. April löste das neu herangeführte Deutsche Alpenkorps unter Generalmajor von Tutschek die 10. Ersatz-Division bei Steenwerk ab und griff am Vormittag des 13. April Bailleul an. Die deutschen Angreifer drangen weiter in Richtung des wichtigen Nachschubzentrums Hazebrouck vor. Bis zum 15. April waren sie bis 5 km vor Hazebrouck vorgerückt und hatten Bailleul eingenommen. In dieser Situation forderte Haig am 14. April vom Oberbefehlshaber der alliierten Truppen, General Foch dringend Verstärkungen. Sogar die Reste der portugiesischen Einheiten wurden zur Verstärkung der britischen Kräfte zwischen Lillers und Steenbecque herangezogen. Foch weigerte sich wegen der noch anhaltenden deutschen Angriffe im mittleren Abschnitt zunächst, die geforderten französischen Verstärkungen abzusenden, lediglich zwei Divisionen wurden sofort nach Norden abkommandiert. Ende April standen mit dem Détachement d’armée du Nord unter General de Mitry dann aber bereits 7 französische Divisionen in Flandern.

Bei dem am 9. April eingeleiteten Angriff waren anfangs 21 deutsche Divisionen eingesetzt. In der zweiten Angriffsphase wurden weitere 15 Divisionen aus anderen Frontabschnitten (233., 235., und 240. Infanterie-Division, die 4. bayerische Infanterie-Division sowie 13. und 19. Reserve-Division) als Verstärkung nach Flandern verlegt, darunter wurden über Lille auch acht Divisionen (1. Garde-Reserve-Division, 3. Garde-Division, 4., 12., 25., 39., 119. und 239. Infanterie-Division) aus der Angriffsfront der steckengebliebenen Michael-Operation antransportiert.

### Kämpfe bei Merckem (17. April)
Am 17. April schlug die belgische Armee einen Angriff aus dem Wald von Houthulst (sog. Schlacht bei Merckem), der deutscherseits gegen die 10. und 3. belgische Division von Langemarck bis zum Blankaartsee geführt wurde, zurück. Die 58. Infanterie-Division und die 2. Marinedivision sowie die 6. Bayerische Division wurden von der Artillerie des II. Korps unterstützt. Die Deutschen eroberten Kippe, wurden jedoch durch Gegenangriffe zurückgedrängt und die Ausgangslinie wurde bei Einbruch der Nacht wiederhergestellt. Die belgischen Verluste beliefen sich auf 619 Tote, Verwundete und Vermisste. Die Deutschen verloren zwischen 1922 und 2354 Mann, von denen 779 in Gefangenschaft gerieten.

Britische Kanoniere mit 18-Pfünder Geschützen bei Saint-Floris

### Angriffe auf den Kemmelberg

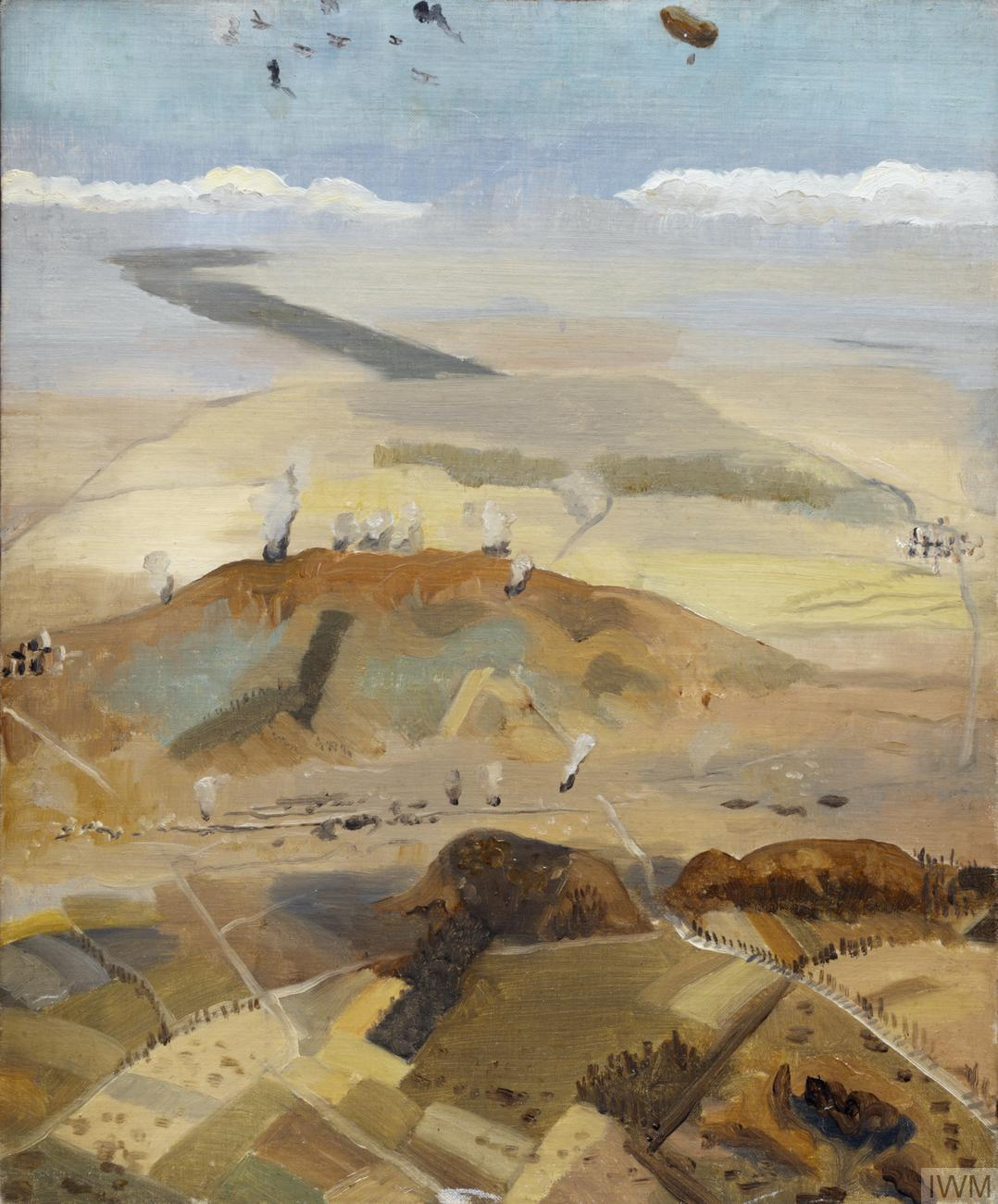
Kämpfe um den Kemmelberg vom Flugzeug aus gesehen, Gemälde von Richard Carline

Vom 17. bis zum 19. April wehrten die Briten einen ersten deutschen Angriff auf den Kemmelberg erfolgreich ab. Auch Béthune konnten sie halten. Am 18. April versteifte sich der Widerstand vor der Front der 6. Armee zusehends. Die „Gruppe Kraewel“ (Gen. Kdo. IV. A.K.) setzte sich kurzfristig in den Besitz der Dörfer Festubert und Givenchy, musste dann aber vor den englischen Gegenangriffen wieder zurückweichen. Die „Gruppe Sieger“ (XVIII. Reserve-Korps) musste sich bei Wytschaete heftiger Gegenangriffe erwehren. Das Armeeoberkommando 6 musste in Verteidigung übergehen. Vom 19. bis 24. April trat eine Kampfpause ein, während der französische Truppen die Front am Kemmelberg übernahmen. Das französische 36. Korps unter General Nollet traf nacheinander mit drei weiteren Divisionen zur Verstärkung der dortigen Front ein.

Um der Georgette-Operation einen erträglichen Abschluss zu geben, sollte jetzt das Hauptaugenmerk zur nördlicher angreifenden 4. Armee verlegt werden. Ziel war wie schon zu Kriegsbeginn die Beherrschung der Höhen bei Messines. Der Angriffsplan zur Gewinnung das Höhengeländes Kemmel – Dranoutre war am 19. April fertig ausgearbeitet. Das X. und XVIII. Reserve-Korps hatten den Angriff auszuführen. Die „Gruppe Sieger“ sollte mit drei Divisionen im ersten und zwei Divisionen im zweiten Treffen auf die Dörferlinie Voormezeele, Dickebusch und Kemmel angesetzt werden. Das „Korps Eberhardt“ sollte mit einer gleichartigen Angriffsformation gegen den Kemmelberg und die Höhen beiderseits von Vleugelhoek vorstoßen. Die zweite Schlacht um den Kemmelberg begann am Morgen des 25. April 1918. Schon die ganze Nacht hatten die Deutschen Gasgranaten auf die alliierten Stellungen gefeuert.
Das britische XXII. Corps unter General Godley und die französischen Armeekräfte unter General Mitry verteidigten die wichtige Höhenstellung. Die Franzosen verstärkten ihre Abwehr durch starke Luftangriffe. Um 6 Uhr gelang es dem deutschen Alpenkorps den Kemmelberg zu stürmen, die Franzosen mussten sich zum Rodenberg und Scherpenberg zurückziehen. Der Versuch der deutschen Streitkräfte, auch den Scherpenberg zu erobern, gelang am 29. April.

## Folgen
Am 29. April gab General Ludendorff den Befehl, die Offensive an der Westfront einzustellen. Die Verluste auf deutscher Seite betrugen 109.300 Mann bei 28 beteiligten Divisionen. Die an der Schlacht beteiligten 25 britischen Divisionen verloren 76.300 Mann und die 8 französischen 35.000 Mann, einschließlich Gefangener. Erst einen Monat später, am 27. Mai 1918, begann eine weitere deutsche Offensive an der Aisne, die die Deutschen bis an die Marne und 92 km vor Paris führte. Dieser Vorstoß wurde aber schon am 4. Juni 1918 beendet. Der Kemmelberg wurde während der Hunderttageoffensive Ende August von britischen und belgischen Truppen zurückerobert.